# Promieniowrażliwość
Promieniowrażliwość – wrażliwość komórek na promieniowanie, czyli odsetek komórek ginących po podaniu testowej dawki promieniowania.
Jest to wielkość używana w onkologii przy określeniu wrażliwości nowotworów na radioterapię.
Nowotwory dzieli się na:
- wysoce promieniowrażliwe – czyli takie, których przynajmniej 70% komórek zginie po naświetleniu dawką testową
- miernie promieniowrażliwe – odsetek ten wynosi około 50%
- słabo promieniowrażliwe – odsetek poniżej 20%

Nowotwory wysoce promieniowrażliwe:
- ziarnica złośliwa
- chłoniaki nieziarnicze
- białaczki
- nasieniak
- siatkówczak
- kosmówczak
- mięsak Ewinga
- rdzeniak niedojrzały
- mięsak niedojrzały
- nerwiak niedojrzały

Nowotwory miernie promieniowrażliwe:
- większość raków płaskonabłonkowych i gruczołowych
- glejak mózgu
- gwiaździak
- wyściółczak
- mięsak mięśni poprzecznie prążkowanych
- kostniakomięsak

Nowotwory słabo promieniowrażliwe:
- rak zarodkowy
- potworniak
- mięsak mięśni gładkich
- chrzęstniakomięsak
- raki i mięsaki ze składową śluzową, maziową i tłuszczową
- tłuszczakomięsak

Zwiększenie masy guza w sposób wprost proporcjonalny zwiększa ryzyko występowania w jego świetle ognisk martwicy lub niedokrwienia, co kilkakrotnie obniża promieniowrażliwość.